# Експлуатація свердловин заглибленими відцентровими електронасосами

Схема компонування агрегатів УЗВЕН. 1– компенсатор; 2– електродвигун;3– протектор;4–приймальна сітка; 5– відцентровий насос; 6–НКТ; 7– броньований кабель; 8–кріплення кабелю; 9– фонтанна арматура; 10– барабан; 11– станція управління.

Експлуатація свердловин заглибленими відцентровими електронасосами — установки із зануреними відцентровими електронасосами (УЗВЕН) дають можливість при великій подачі розвивати високий напір, достатній для підйому нафти з великих глибин.

## Опис
На рисунку показано схему компонування обладнання для експлуатації свердловини за допомогою УЗВЕН. Обладнання складається з маслозаповненого занурюваного електродвигуна (ЗЕД) трифазного струму 2, протектора 3, відцентрового насоса 5. До нижньої частини ЗЕД приєднано компенсатор 1, який регулює об'єм мастила в електродвигуні. Вал електродвигуна з'єднано з валом насоса шліцевими муфтами через протектор, який служить для гідрозахисту електродвигуна від попадання пластових рідин. Рідина всмоктується через приймальну сітку 4 і відкачується насосом 5 по НКТ 6 на поверхню. Гирло герметизується фонтанною арматурою 9. Для живлення енергією електродвигуна служить броньований трижильний кабель 7, який кріпиться до труб пасками 8. При підйомі насоса кабель намотується на барабан 10. Для контролю і регулювання роботи установки, автоматичного вмикання й вимикання її залежно від тиску в колекторі, відключення при коротких замиканнях та перевантаженні двигуна, автоматичної підтримки заданого періоду накопичення і відкачування рідини при періодичнійексплуатаціїсвердловини, запуску установки тощо служить станція управління 11.
Занурюваний відцентровий електронасос (ЗВЕН) — багатоступінчастий, секційний. Кожний ступінь складається з направляючого апарата і робочого колеса, насадженого на загальний вал усіх ступенів секції (або блоку). Робочі колеса закріплено на валу загальною шпонкою, і вони мають ковзаючу посадку, а направляючі апарати — у корпусі насоса — трубі діаметром від 92 до 114 мм. Число ступенів може досягати 400. Кожен з них залежно від діаметра корпусу насоса розвиває напір при роботі на воді, від 3,8 до 6,8 м. Під час обертання коліс напір, що розвивається насосом, створює тиск, який визначається числом ступенів, частотою обертання робочих коліс, діаметром насоса та ін.
Насоси виготовляються з подачею від 40 до 3000 м³/добу. В шифрі насоса, наприклад, ЕВН5-40-950: цифра 5 — група (діаметр обсадних труб у дюймах, для яких призначено насос); 40 — номінальна подача в м³/добу; 950 — напір, що розвивається насосом, у м.
За поперечними розмірами насоси діляться на групи: 5, 5А і 6. Насоси групи 5 призначено для експлуатації свердловин з внутрішнім діаметром обсадних труб, не менш як 121,7 мм; групи 5А — з діаметром, не менш як 130 мм; групи 6 — не менш як 144,3 мм.